# Tredjemansföreläggande
Tredjemansföreläggande är den möjlighet som Skatteverket i Sverige har att förelägga näringsidkande tredje man (exempelvis en bank) att redovisa uppgifter om viss enskild. Nuvarande regler om tredjemansförelägganden har kritiserats för att inte i tillräcklig mån tillgodose krav på rättssäkerhet och skyddet för den enskildes integritet.
Man skiljer på enstaka tredjemansförelägganden och beslut om så kallad tredjemansrevision som är en generell granskning av enskildas uppgifter som finns hos en näringsidkare.